# بلدة أوريليوس (مقاطعة واشنطن)
بلدة أوريليوس هي واحدة من 22 بلدة في مقاطعة واشنطن، أوهايو، الولايات المتحدة. وجد تعداد عام 2000 أن هناك 441 شخصًا في البلدة، 239 منهم يعيشون في الأجزاء غير المدمجة من البلدة.

## حكومة
يحكم البلدة مجلس أمناء مكون من ثلاثة أعضاء.

## روابط خارجية
- موقع المقاطعة